# Yaylagünü
Yaylagünü ist ein Dorf (Köy) im Landkreis Ovacık der türkischen Provinz Tunceli. Im Jahre 2011 lebten in Yaylagünü 91 Menschen.